# Квемо-Крихи
Квемо-Крихи (груз. ქვემო კრიხი) — село в Грузии, на территории Амбролаурского муниципалитета края (мхаре) Рача-Лечхуми и Нижняя Сванетия.

## География
Село находится в северной части Грузии, на берегах реки Крихулы, на расстоянии 3,5 километров к юго-востоку от города Амбролаури, административного центра муниципалитета. Абсолютная высота — 623 метра над уровнем моря.

## Население
По результатам официальной переписи населения 2014 года, в Квемо-Крихи проживало 113 человек (62 мужчины и 51 женщина). В национальной структуре населения грузины составляли 100 %.
| Год  | Население, человек |
| ---- | ------------------ |
| 2002 | 177                |
| 2014 | ↘ 113              |